# Reinhold Motorsport

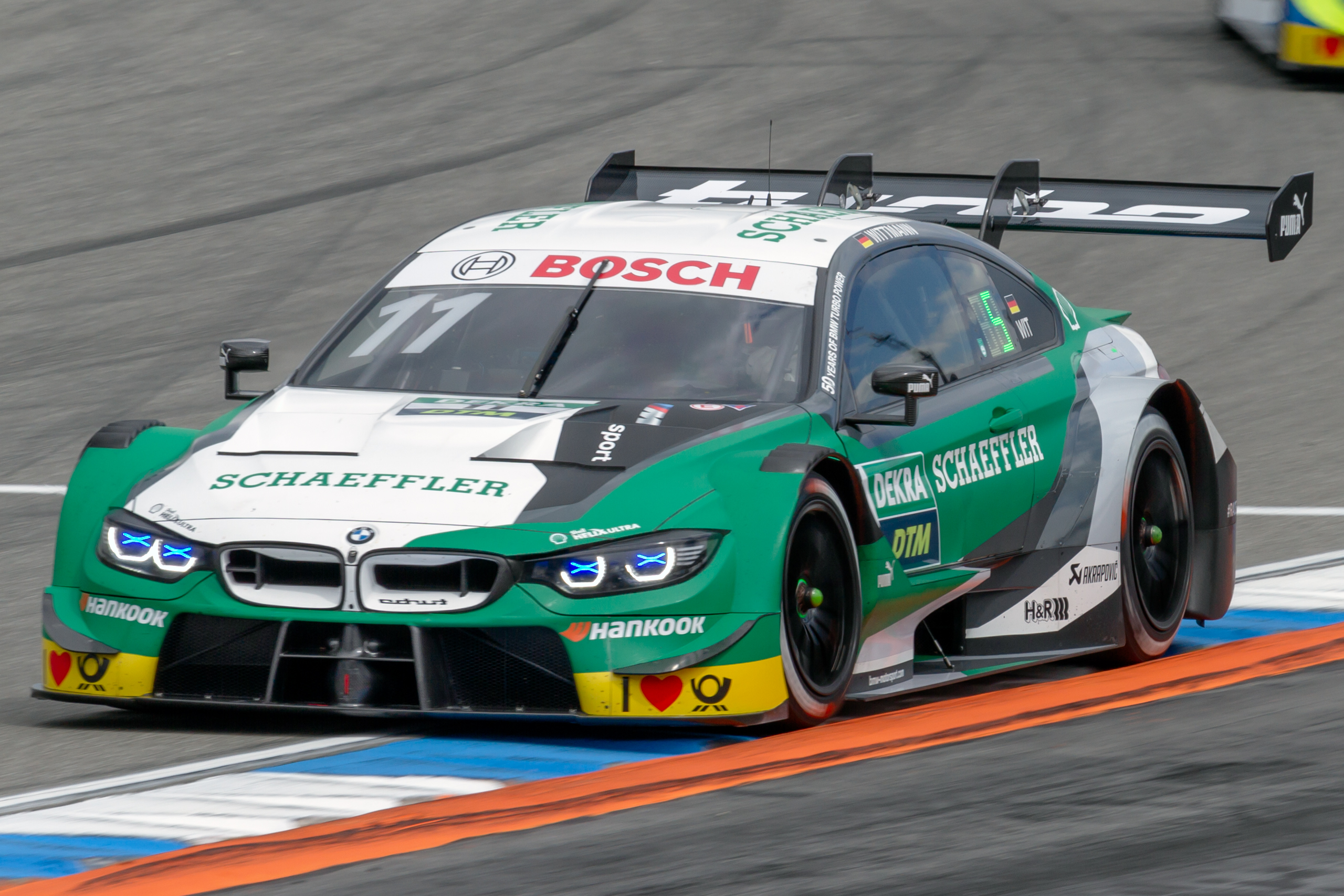
Marco Wittmann im BMW M4 DTM in Hockenheim (2019)

Reinhold Motorsport (kurz RMG für Reinhold Motorsport GmbH) ist ein deutsches Automobilsportteam aus Andernach. Gründer und Namensgeber des Teams ist Stefan Reinhold.

## Geschichte
Nachdem BMW angekündigt hatte, zur Saison 2012 in die DTM zurückzukehren, bewarb sich die neu entstandene Reinhold Motorsport GmbH um Gründer und Namensgeber Stefan Reinhold im Herbst 2010 um einen Platz als Einsatzteam des Herstellers in der Serie und erhielt im Frühjahr 2011 den Zuschlag. Das Personal, aus dem sich die Mannschaft zusammensetzte, brachte laut Reinhold Erfahrung aus unterschiedlichen Bereichen des Automobilsports, unter anderem dem GT-Sport, der Rallye-Weltmeisterschaft, der Formel-1-Weltmeisterschaft sowie der DTM selbst mit. Sitz des Teams ist Niederzissen in Rheinland-Pfalz, wo man Räumlichkeiten von Zakspeed bezog. In seiner ersten Saison setzte das Team unter dem Namen BMW Team RMG zwei BMW M3 DTM ein. Diese wurden von dem Deutschen Martin Tomczyk, DTM-Meister 2011, sowie dem Neueinsteiger Joey Hand aus den Vereinigten Staaten pilotiert. Beim Saisonauftakt in Hockenheim schied Tomczyk vorzeitig aus, während Hand in seinem Debütrennen den 13. Platz erreichte. Bei dem zweiten Lauf des Jahres in Klettwitz erzielte Tomczyk auf Rang sieben die ersten sechs Wertungszähler des Teams. Sein Teamkollege blieb als 14. wie schon in Hockenheim punktlos. In Brands Hatch konnte sich Tomczyk zwei Wochen später mit dem vierten Platz ein weiteres Mal steigern. Zudem fuhr er die schnellste Rennrunde. In Spielberg erreichte der Deutsche als Zweitplatzierter das erste Podium von Reinhold Motorsport. Zugleich konnte Hand als Neunter erstmals in die Punkteränge fahren. Nach einem weiteren zweiten Platz Tomczyks in Nürnberg sowie einem dritten Rang auf dem Nürburgring folgten drei Wertungsläufe in Zandvoort, Oschersleben und Cheste, in denen das Team komplett ohne Punkte blieb. Beim Saisonfinale, das ebenfalls in Hockenheim stattfand, erreichte Hand als Achter zum zweiten Mal in diesem Jahr die Punkte. Mit sechs Punkten wurde er 20. der Fahrerwertung und unterlag damit Tomczyk. Dieser belegte mit 69 Zählern Platz acht. In der Teamwertung erzielte Reinhold Motorsport ebenfalls den achten Rang. Zur Saison 2013 wechselte Joey Hand innerhalb der BMW-Teams zu Racing Bart Mampaey und tauschte damit sein Cockpit mit dem Briten Andy Priaulx, der an seiner Stelle von nun an für Reinhold Motorsport an den Start ging. Martin Tomczyk blieb dem Team erhalten. Beim fünften Saisonrennen in Nürnberg erzielte Priaulx als Neunter die ersten Punkte der Saison für das Team. Auf dem Nürburgring erreichte Tomczyk auf Rang fünf das beste Resultat in diesem Jahr. Beim Finale in Hockenheim kam Priaulx als Sechster ins Ziel. In der Fahrerwertung erzielte Tomczyk den 19., Priaulx den 20. Platz. Beiden hatten jeweils zehn Punkte eingefahren. Die Teamwertung beschloss man auf dem zehnten Rang.
2014 setzte man die neuen BMW M4 DTM ein. Tomczyk und Priaulx wurden durch den Deutschen Marco Wittmann, der im Vorjahr für das Team MTEK gestartet war, und den Debütanten Maxime Martin aus Belgien ersetzt. Während Tomczyk zu Schnitzer Motorsport wechselte, verließ Priaulx die Serie in Richtung United SportsCar Championship. Bereits das erste Saisonrennen in Hockenheim konnte Wittmann gewinnen. Sowohl für ihn als auch für Reinhold Motorsport war es der erste Sieg in der DTM. Martin blieb bei seinem Debüt auf Platz 20 ohne Punkte. Nach der Pole-Position in Oschersleben, die er jedoch nicht in eine Punktplatzierung umsetzen konnte, erreichte Wittmann in Mogyoród, erneut vom ersten Startplatz ins Rennen gegangen, seinen zweiten Saisonsieg. In Wolokolamsk konnte auch Martin erstmals auf die Pole-Position fahren und ein Rennen gewinnen. Im weiteren Saisonverlauf erreichte Wittmann zwei weitere Siege in Spielberg und auf dem Nürburgring. Am Saisonende gewann er mit 156 Punkten erstmals den DTM-Meistertitel. Martin wurde Siebter der Gesamtwertung. Die Meisterschaft der Teams konnte Reinhold Motorsport ebenfalls für sich entscheiden. Insgesamt hatte man fünf Rennsiege, sechs Podestplätze, vier Pole-Positions und drei schnellste Rennrunden erzielt. 2015 blieben Martin und Wittmann bei RMG. Im Vergleich zu den Vorjahren beinhaltete von nun an jedes Rennwochenende zwei Wertungsläufe. Beim Samstagsrennen in Zandvoort konnte Wittmann den ersten Sieg des Teams in diesem Jahr einfahren. Da Martin zugleich den dritten Rang belegte, war dies das erste Rennen, in dem beide Fahrer von Reinhold Motorsport das Podium erreichten. In Wolokolamsk wurde Wittmann am Samstag von der Pole-Position aus Zweiter. Im Sonntagsrennen von Oschersleben fuhr er als Dritter ein weiteres Mal auf das Podium. Auch Martin konnte sich nach Zandvoort noch zwei Mal auf den Podestplätzen klassifizieren: Als Sieger des Samstagslaufes auf dem Nürburgring und als Dritter des Saisonfinales in Hockenheim. In der Abschlusswertung der Fahrer kam Wittmann auf Platz sechs und Martin auf Platz sieben. In der Teamwertung wurde man Zweiter. Somit konnten beide Titel aus dem Vorjahr nicht verteidigt werden. 2016 wechselte Maxime Martin zu Racing Bart Mampaey. Er wurde durch Timo Glock, bis dahin Fahrer beim Team MTEK, ersetzt. Am zweiten Rennwochenende in Spielberg konnte RMG beide Rennen gewinnen: Zunächst entschied Marco Wittmann das Samstagsrennen von der Pole-Position aus für sich. Einen Tag später siegte Glock im zweiten Rennen. Im Verlauf des Jahres fuhr Wittmann zumeist konstant in die Punkteränge und erzielte im Sonntagsrennen von Wolokolamsk sowie im Samstagsrennen auf dem Nürburgring zwei weitere Tagessiege. Am Saisonende standen für Wittmann der zweite Meistertitel und für RMG der zweite Platz in der Teammeisterschaft, während Glock Zehnter der Fahrerwertung wurde.
Zur Saison 2017 wurde das Aufgebot an Fahrzeugen pro Hersteller von acht auf sechs verringert. Im Zuge dessen verließen die BMW-Teams MTEK und Schnitzer Motorsport die DTM. Stattdessen setzten die verbliebenen Teams Reinhold Motorsport und Racing Bart Mampaey von nun an jeweils drei Fahrzeuge ein. Da in die Teamwertung nur die Resultate von zwei Fahrern pro Team einfließen können, bildete man gemeinsam Reinhold Mampaey Racing (auch BMW Team RMR), für das Reinhold Motorsport und Racing Bart Mampaey jeweils einen Fahrer stellten. Aufseiten von RMG war dies Timo Glock. An der Seite von Marco Wittmann fuhr fortan der von MTEK gekommene Brasilianer Augusto Farfus. Beim Auftakt der Saison in Hockenheim konnte Glock als Zweitplatzierter den ersten Podiumsplatz und in Zandvoort auch den ersten Sieg des Jahres für Reinhold Motorsport einfahren. Im letzten Saisonrennen ebenfalls in Hockenheim erzielte Wittmann seinen einzigen Sieg 2017, Farfus blieb ein Podestplatz während der gesamten Saison verwehrt. Wittmann erreichte den fünften, Glock den siebten und Farfus den 16. Rang der Fahrerwertung. Als BMW Team RMG mit den Fahrern Wittmann und Farfus erzielte das Team den sechsten Platz in der entsprechenden Wertung. 2018 blieb das Trio dem Team in der bisherigen Besetzung erhalten. Beim Saisonauftakt, der wiederum in Hockenheim stattfand, gewann Glock das Sonntagsrennen. Wittmann konnte in Mogyoród sowie in Nürnberg ebenfalls jeweils das Sonntagsrennen gewinnen und klassifizierte sich als Vierter in der Abschlusswertung, direkt vor Glock, der den fünften Platz belegte. Farfus, dessen bestes Resultat ein zweiter Rang im Samstagsrennen von Brands Hatch war, ordnete sich wie im Vorjahr als 16. ein, ebenso wie das Team mit den Resultaten von Wittmann und Farfus als Sechstplatziertes. 2019 verließ Farfus die DTM und wurde durch den DTM-Champion von 2012, den Kanadier Bruno Spengler ersetzt, der zuvor für Racing Bart Mampaey gefahren war. Wittmann absolvierte seine sechste, Glock seine vierte Saison für RMG. Wittmann konnte das erste Saisonrennen für sich entscheiden und übernahm damit die Führung in der Gesamtwertung, die er nach dem vierten Rennen an Philipp Eng abgeben musste. Im weiteren Verlauf des Jahres gewann er in Misano, Assen und Brands Hatch jeweils das Samstagsrennen. Am Ende des Jahres war er Dritter der Fahrerwertung. Mit einem Sieg im Sonntagsrennen von Nürnberg wurde Spengler Neunter in dieser Wertung. Glock blieb in diesem Jahr ohne Sieg und Podestplatz und belegte den zwölften Rang. In der Teamwertung erreichte die Paarung Wittmann und Spengler den vierten Platz.
Zur Saison 2020 verlässt Bruno Spengler die DTM und wird durch den Österreicher Lucas Auer ersetzt, der bereits von 2015 bis 2018 DTM-Fahrer für Mercedes war.
Ab 2021 wird RMG das scheidende BMW-Werksteam Schnitzer in der Entwicklung des BMW M4 GT3 ersetzen und die DTM verlassen.

## Statistik

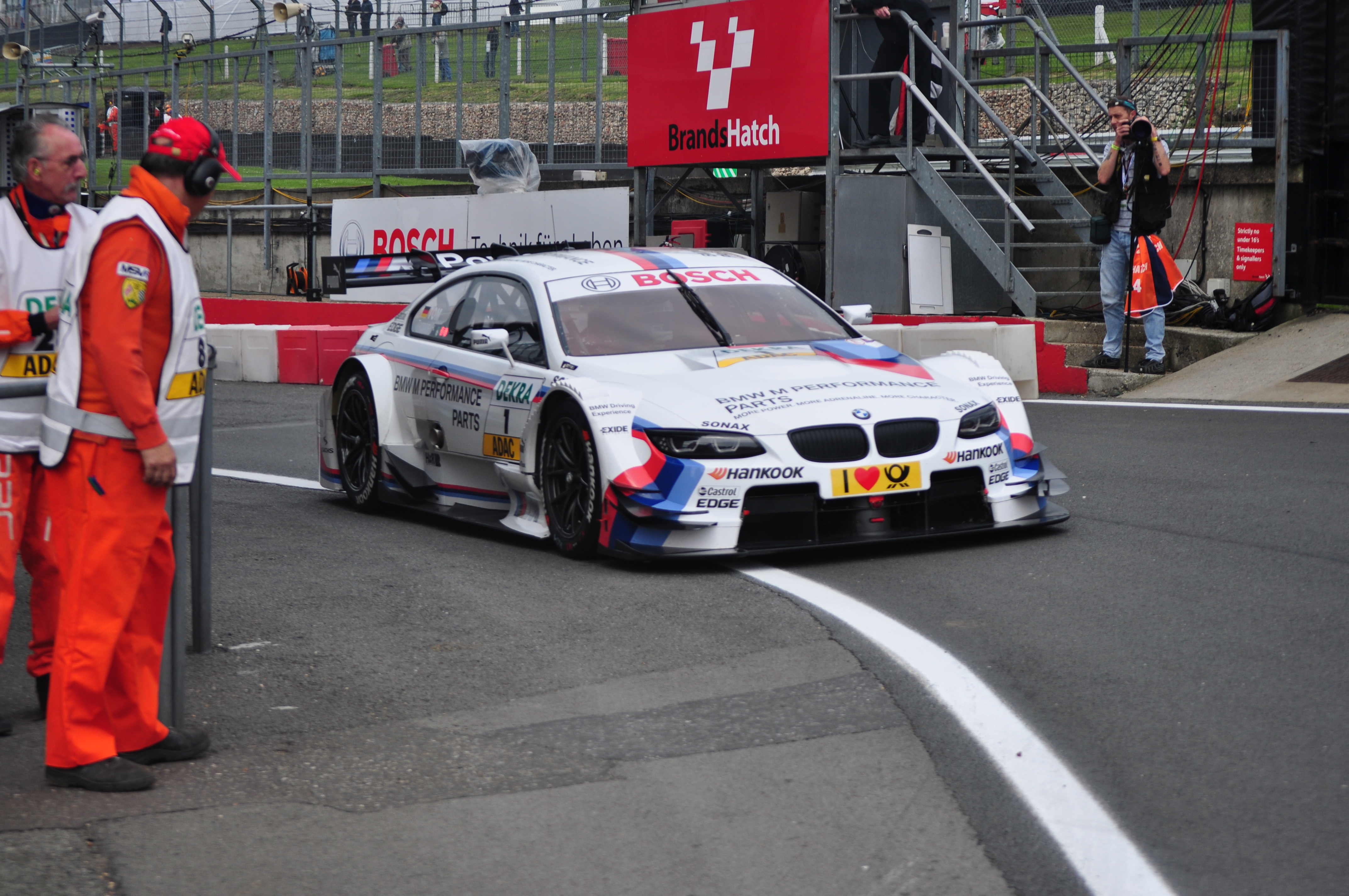
Martin Tomczyk im BMW M3 DTM in Brands Hatch (2012)

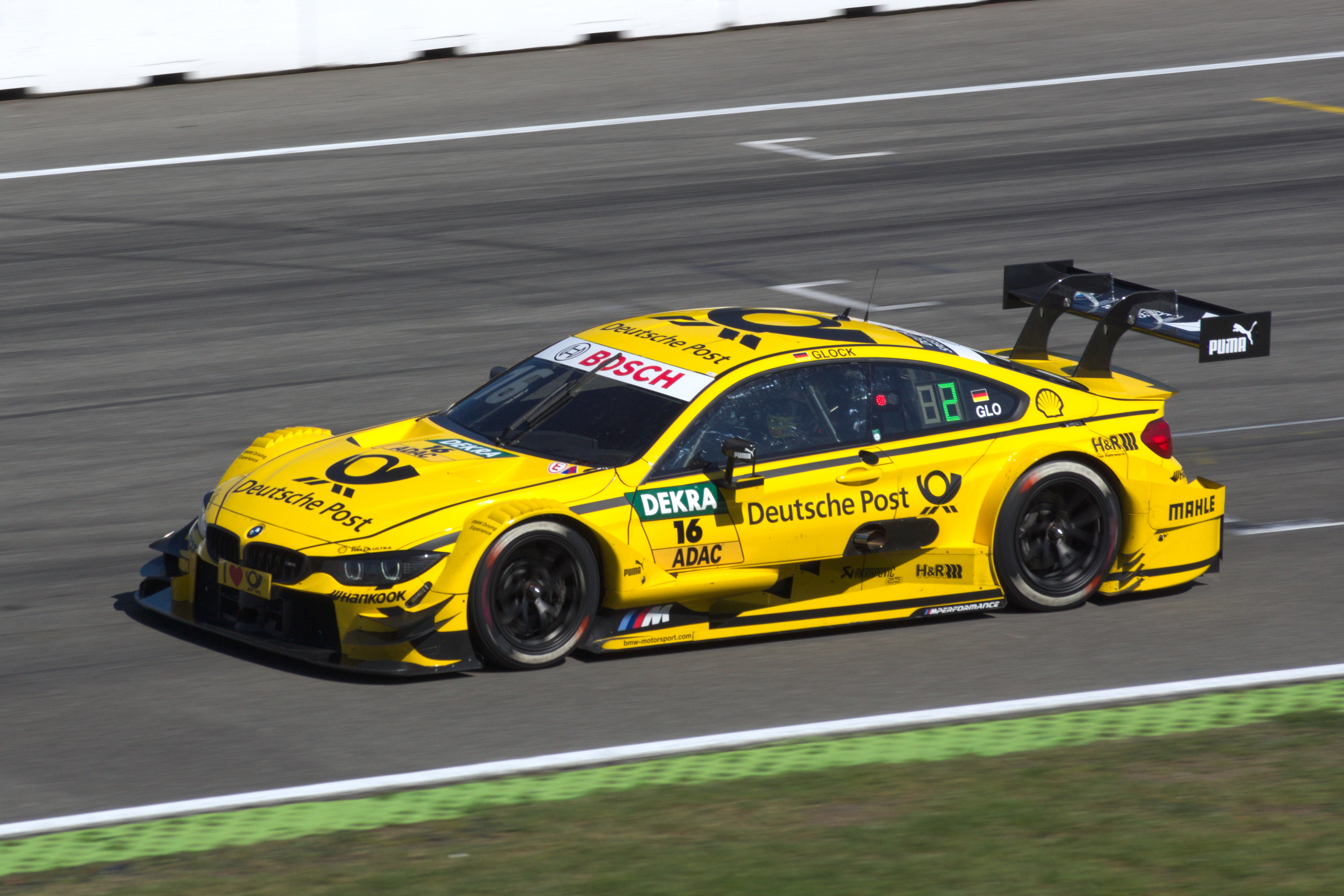
Timo Glock im BMW M4 DTM in Hockenheim (2016)

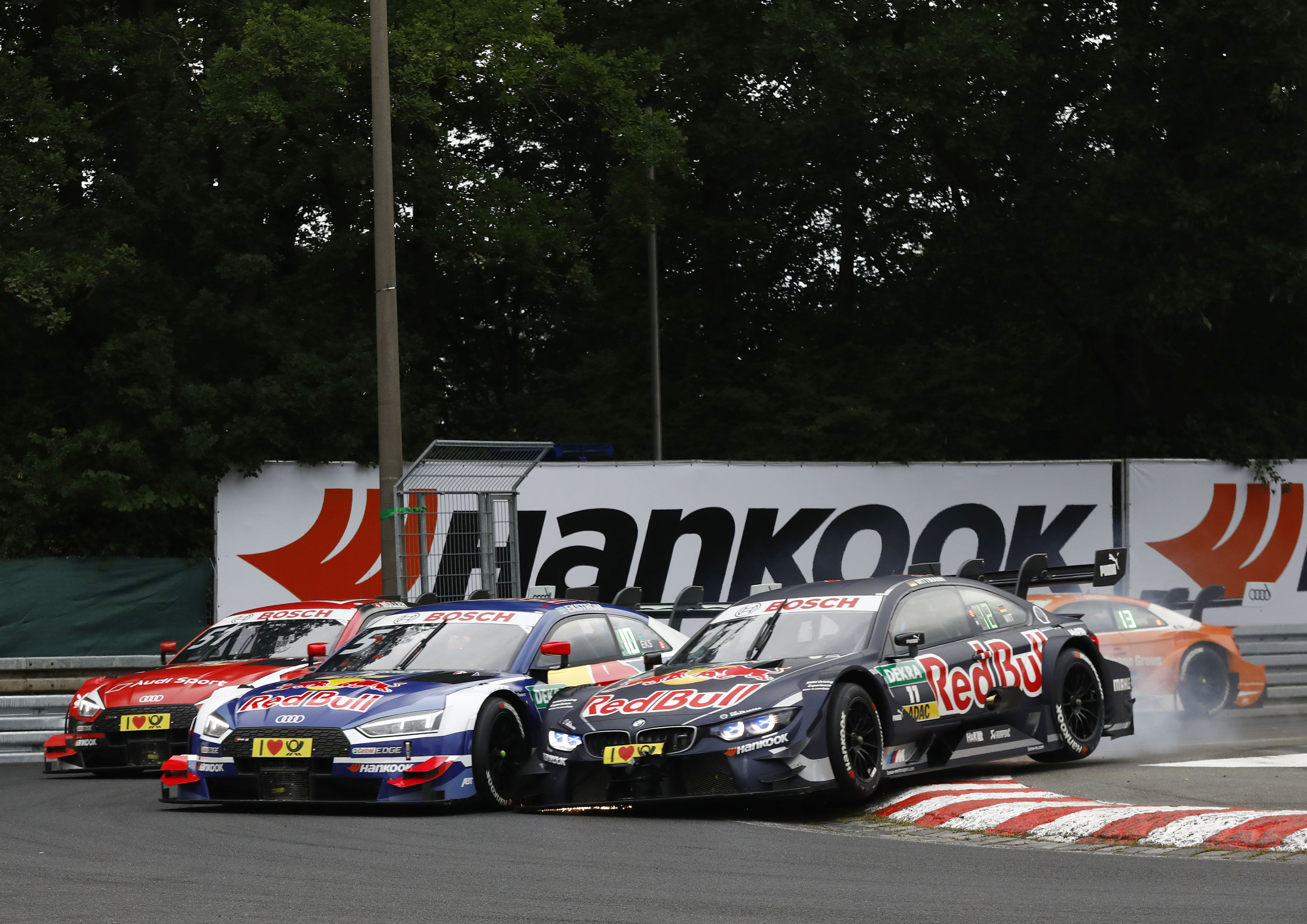
Marco Wittmann (rechts) im Zweikampf mit Mattias Ekström auf dem Norisring; im Hintergrund die Audi RS 5 DTM von Nico Müller und verdeckt Jamie Green (2017)

Stand: Saisonende 2020

### Gesamtplatzierungen als BMW Team RMG
- 2012: Platz 8 (75 Punkte)
- 2013: Platz 10 (20 Punkte)
- 2014: Platz 1 (203 Punkte)
- 2015: Platz 2 (206 Punkte)
- 2016: Platz 2 (290 Punkte)
- 2017: Platz 6 (195 Punkte)
- 2018: Platz 6 (220 Punkte)
- 2019: Platz 4 (308 Punkte)
- 2020: Platz 6 (113 Punkte)

### Übersicht
Inklusive des seit 2017 bei Reinhold Mampaey Racing eingesetzten dritten Fahrzeugs.
| Saison | Hersteller | Fahrzeug   | Reifen | Rennen | Siege | Zweiter | Dritter | Poles | schn. Rennrunden | Punkte |
| ------ | ---------- | ---------- | ------ | ------ | ----- | ------- | ------- | ----- | ---------------- | ------ |
| 2012   | BMW        | BMW M3 DTM | H      | 10     | –     | 2       | 1       | –     | 1                | 75     |
| 2013   | BMW        | BMW M3 DTM | H      | 10     | –     | –       | –       | –     | –                | 20     |
| 2014   | BMW        | BMW M4 DTM | H      | 10     | 5     | 1       | –       | 4     | 3                | 203    |
| 2015   | BMW        | BMW M4 DTM | H      | 18     | 2     | 1       | 3       | 2     | 1                | 206    |
| 2016   | BMW        | BMW M4 DTM | H      | 18     | 4     | 2       | 1       | 3     | 1                | 290    |
| 2017   | BMW        | BMW M4 DTM | H      | 18     | 2     | 3       | 4       | 5     | –                | 328    |
| 2018   | BMW        | BMW M4 DTM | H      | 20     | 3     | 5       | 4       | 2     | 4                | 364    |
| 2019   | BMW        | BMW M4 DTM | H      | 18     | 5     | 3       | 1       | 4     | 1                | 366    |
| 2020   | BMW        | BMW M4 DTM | H      | 18     | 1     | -       | 1       | -     | -                | 113    |
| Gesamt | Gesamt     | Gesamt     | Gesamt | 140    | 22    | 17      | 15      | 20    | 11               | 1965   |

### Alle Fahrer von Reinhold Motorsport in der DTM
| Fahrer            | Jahre     | Rennen | Punkte | Siege | Zweiter | Dritter | Poles | schn. Rennrunden | beste Pos.       |
| ----------------- | --------- | ------ | ------ | ----- | ------- | ------- | ----- | ---------------- | ---------------- |
| Marco Wittmann    | 2014–2019 | 102    | 1000   | 15    | 9       | 8       | 13    | 5                | 1. (2014, 2016)  |
| Timo Glock        | 2016–2019 | 74     | 419    | 3     | 4       | 3       | 4     | 3                | 5. (2018)        |
| Augusto Farfus    | 2017–2018 | 38     | 91     | –     | 1       | –       | 1     | 1                | 16. (2017, 2018) |
| Maxime Martin     | 2014–2015 | 28     | 141    | 2     | –       | 2       | 2     | 1                | 7. (2014, 2015)  |
| Martin Tomczyk    | 2012–2013 | 20     | 79     | –     | 2       | 1       | –     | 1                | 8. (2012)        |
| Bruno Spengler    | 2019      | 18     | 106    | 1     | 1       | –       | –     | –                | 9. (2019)        |
| Jonathan Aberdein | 2020      | 18     | 62     | -     | -       | -       | –     | –                | 11. (2020)       |
| Lucas Auer        | 2020      | 18     | 51     | 1     | -       | 1       | –     | –                | 12. (2020)       |
| Andy Priaulx      | 2013      | 10     | 10     | –     | –       | –       | –     | –                | 20. (2013)       |
| Joey Hand         | 2012      | 10     | 6      | –     | –       | –       | –     | –                | 20. (2012)       |

Fahrer der abgelaufenen Saison 2020 sind gelb markiert.

### Ergebnisse
| Saison | Fahrer      | Nr. | 1   | 2   | 3   | 4   | 5   | 6    | 7   | 8   | 9   | 10  | 11  | 12   | 13  | 14  | 15  | 16  | 17   | 18  | 19  | 20  |
| ------ | ----------- | --- | --- | --- | --- | --- | --- | ---- | --- | --- | --- | --- | --- | ---- | --- | --- | --- | --- | ---- | --- | --- | --- |
| 2012   |             |     | HO1 | LAU | BRH | SPI | NOR | NÜR  | ZAN | OSC | VAL | HO2 |     |      |     |     |     |     |      |     |     |     |
| 2012   | M. Tomczyk  | 01  | DNF | 7   | 4   | 2   | 2   | 3    | DNF | DNF | DNF | 14  |     |      |     |     |     |     |      |     |     |     |
| 2012   | J. Hand     | 02  | 13  | 14  | 13  | 9   | 14  | 18   | 14  | 11  | 15* | 8   |     |      |     |     |     |     |      |     |     |     |
| 2013   |             |     | HO1 | BRH | SPI | LAU | NOR | MOS  | NÜR | OSC | ZAN | HO2 |     |      |     |     |     |     |      |     |     |     |
| 2013   | M. Tomczyk  | 15  | 13  | 14  | DNF | 19  | DNF | 17   | 5   | 20* | 11  | 19  |     |      |     |     |     |     |      |     |     |     |
| 2013   | A. Priaulx  | 16  | 17* | 19  | 19  | 22  | 9   | 20   | 16  | 19  | 20  | 6   |     |      |     |     |     |     |      |     |     |     |
| 2014   |             |     | HO1 | OSC | HUN | NOR | MOS | SPI  | NÜR | LAU | ZAN | HO2 |     |      |     |     |     |     |      |     |     |     |
| 2014   | M. Wittmann | 23  | 1   | 19  | 1   | 6   | 4   | 1    | 1   | 6   | 2   | 5   |     |      |     |     |     |     |      |     |     |     |
| 2014   | M. Martin   | 24  | 20  | 14  | 6   | 17  | 1   | 14   | 7   | 14  | 6   | DNF |     |      |     |     |     |     |      |     |     |     |
| 2015   |             |     | HO1 | HO1 | LAU | LAU | NOR | NOR  | ZAN | ZAN | SPI | SPI | MOS | MOS  | OSC | OSC | NÜR | NÜR | HO2  | HO2 |     |     |
| 2015   | M. Wittmann | 01  | 9   | 5   | 13  | 17  | 9   | 13   | 1   | 5   | 9   | 11  | 2   | 7    | 6   | 3   | 7   | 18  | 6    | DNF |     |     |
| 2015   | M. Martin   | 36  | 7   | 14  | 7   | 8   | DNF | 10   | 3   | 17  | 14  | 19  | 18  | 4    | 11  | 9   | 1   | 13  | 3    | 6   |     |     |
| 2016   |             |     | HO1 | HO1 | SPI | SPI | LAU | LAU  | NOR | NOR | ZAN | ZAN | MOS | MOS  | NÜR | NÜR | HUN | HUN | HO2  | HO2 |     |     |
| 2016   | M. Wittmann | 11  | 16  | 8   | 1   | 7   | 4   | 6    | 4   | 6   | 2   | 4   | 19  | 1    | 1   | 3   | 7   | DSQ | 2    | 4   |     |     |
| 2016   | T. Glock    | 16  | DNF | DSQ | 4   | 1   | 12  | 10   | 21  | 9   | 21  | 6   | 11  | 24*  | 5   | 14  | 14  | 5   | 7    | 5   |     |     |
| 2017   |             |     | HO1 | HO1 | LAU | LAU | HUN | HUN  | NOR | NOR | MOS | MOS | ZAN | ZAN  | NÜR | NÜR | SPI | SPI | HO2  | HO2 |     |     |
| 2017   | M. Wittmann | 11  | 10  | 3   | 13  | 9   | 8   | DNF2 | 4   | 5   | 31  | 6   | 23  | DSQ2 | 92  | 31  | 5   | 63  | 13   | 13  |     |     |
| 2017   | A. Farfus   | 15  | 13  | DNF | 12  | 14  | 11  | 12   | DNF | 7   | 17* | 11  | 62  | 81   | 8   | 9   | DNF | 12  | 17   | 7   |     |     |
| 2017   | T. Glock    | 16  | 2   | 81  | 11  | 15  | 2   | 7    | 5   | 10  | 5   | 13  | 1   | 7    | 12  | 8   | 10  | 7   | 31   | 12  |     |     |
| 2018   |             |     | HO1 | HO1 | LAU | LAU | HUN | HUN  | NOR | NOR | ZAN | ZAN | BRH | BRH  | MIS | MIS | NÜR | NÜR | SPI  | SPI | HO2 | HO2 |
| 2018   | M. Wittmann | 11  | 112 | 11  | 7   | 2   | 16  | 1    | 3   | 1   | 7   | 17  | 9   | 5    | 9   | 13  | 5   | 3   | 7    | 14  | DNF | 21  |
| 2018   | A. Farfus   | 15  | 15  | 10  | 10  | 16  | 15  | 7    | 14  | 17  | 8   | 5   | 2   | DNF  | 11  | DNF | 9   | 7   | 9    | DNF | DNF | 7   |
| 2018   | T. Glock    | 16  | 3   | 1   | 2   | 5   | 14  | 2    | 10  | 10  | 6   | 10  | 13  | 11   | 7   | 15  | 4   | 16  | DNF2 | 7   | 3   | 10  |
| 2019   |             |     | HO1 | HO1 | ZOL | ZOL | MIS | MIS  | NOR | NOR | ASS | ASS | BRH | BRH  | LAU | LAU | NÜR | NÜR | HO2  | HO2 |     |     |
| 2019   | B. Spengler | 07  | 7   | 5   | 103 | 7   | 4   | 8    | 52  | 1   | 15  | DNF | 12  | DNF  | 9   | 14  | 2   | 10  | 8    | 9   |     |     |
| 2019   | M. Wittmann | 11  | 1   | 82  | 71  | 13  | 1   | DNF  | 8   | 16* | 1   | 2   | 1   | 10   | 4   | 6   | 3   | DNF | 2    | 12  |     |     |
| 2019   | T. Glock    | 16  | 4   | 6   | 13  | 14  | 10  | DNF  | DNF | 9   | 5   | 14  | 13  | 12   | DNF | 15* | 9   | 9   | 6    | 43  |     |     |

| \| Farbe \| Bedeutung \| \| ------------- \| --------------------------------------- \| \| Gold \| Sieger \| \| Silber \| 2. Platz \| \| Bronze \| 3. Platz \| \| Grün \| Platzierung in den Punkten \| \| Blau \| Klassifiziert außerhalb der Punkteränge \| \| Violett \| Rennen nicht beendet (DNF) \| \| Violett \| nicht klassifiziert (NC) \| \| Rot \| nicht qualifiziert (DNQ) \| \| Schwarz \| disqualifiziert (DSQ) \| \| Weiß \| nicht am Start (DNS) \| \| Weiß \| zurückgezogen (WD) \| \| Weiß \| Rennen abgesagt (C) \| \| ohne Farbe \| nicht am Training teilgenommen (DNP) \| \| ohne Farbe \| verletzt oder krank (INJ) \| \| ohne Farbe \| ausgeschlossen (EX) \| \| ohne Farbe \| nicht erschienen (DNA) \| \| fett \| Pole-Position \| \| kursiv \| Schnellste Rennrunde \| \| unterstrichen \| WM-Führung \| \| hochgestellt \| Platzierung im Sprintrennen \| | - Fett – Pole-Position - Kursiv – Schnellste Rennrunde - Unterstrichen – Gesamtführender - * – nicht im Ziel, aufgrund der zurückgelegten Distanz, aber gewertet - 1 – 3 Punkte für schnellste Qualifikationsrunde - 2 – 2 Punkte für zweitschnellste Qualifikationsrunde - 3 – 1 Punkt für drittschnellste Qualifikationsrunde |
| Farbe | Bedeutung |
| Gold | Sieger |
| Silber | 2. Platz |
| Bronze | 3. Platz |
| Grün | Platzierung in den Punkten |
| Blau | Klassifiziert außerhalb der Punkteränge |
| Violett | Rennen nicht beendet (DNF) |
| Violett | nicht klassifiziert (NC) |
| Rot | nicht qualifiziert (DNQ) |
| Schwarz | disqualifiziert (DSQ) |
| Weiß | nicht am Start (DNS) |
| Weiß | zurückgezogen (WD) |
| Weiß | Rennen abgesagt (C) |
| ohne Farbe | nicht am Training teilgenommen (DNP) |
| ohne Farbe | verletzt oder krank (INJ) |
| ohne Farbe | ausgeschlossen (EX) |
| ohne Farbe | nicht erschienen (DNA) |
| fett | Pole-Position |
| kursiv | Schnellste Rennrunde |
| unterstrichen | WM-Führung |
| hochgestellt | Platzierung im Sprintrennen |